# 自衛隊中央病院
自衛隊中央病院（じえいたいちゅうおうびょういん）は、東京都世田谷区池尻、目黒区東山にまたがる防衛省三宿地区内に所在する三自衛隊の共同の機関の病院である。指揮監督は、防衛大臣が陸上幕僚長を通じて行う体制になっており、病院長は各自衛隊の自衛官（医官）から転官した防衛技官が充てられる。

## 概要
自衛隊の共同の機関としての病院は、本院のほかに自衛隊地区病院が10院設置されている。自衛隊中央病院では傷病者の治療のみならず、診療放射線技師の養成（他の地区病院では実施していない。後述の診療放射線技師養成所を参照）および防衛医科大学校と連携した医師臨床研修を行っている（ただし、臨床研修の対象は自衛官（防衛医官）採用者に限定）。総合病院に匹敵する診療科を具える病院であるが、有事に負傷者を収容することを前提としているため、常に一定の空きベッドを確保し運営している。また、一般の医療機関と同じように誰でも受診できるが、紹介状がない場合は特定療養費が加算される。
2009年（平成21年）1月、新病院舎が完成した。地上階は2倍の10階建て、地下2階、延べ床面積は約2倍半になり、屋上には緊急輸送のためのヘリポートを備えている。地震対策として免震構造を採用し、緊急時には平時の2倍1000床の増床が可能となる。同年4月3日から新病院舎での外来診療を開始した。
2024年（令和6年）10月9日時点、世田谷区選挙管理委員会より、不在者投票のできる施設の一つとして指定されている。
なお、隣接地にある国家公務員共済組合連合会三宿病院とは密接な連携関係にある。自衛隊中央病院の医官が三宿病院で一般外来の診療にあたることも多い。

## 沿革
- 1955年（昭和30年）11月1日：陸上自衛隊、海上自衛隊および航空自衛隊の共同の機関として、自衛隊中央病院を設置。
- 1956年（昭和31年）3月1日：三宿駐屯地に開設。
- 1959年（昭和34年）12月4日：看護学生課程が陸上自衛隊衛生学校から移管、婦人自衛官養成所として設置。
- 1971年（昭和46年）7月24日：婦人自衛官養成所が高等看護学院に改称。
- 2009年（平成21年）
  - 1月30日：新病院舎が完成。
  - 4月1日：「職能補導所」を職業能力開発センターに改称。
- 2016年（平成28年）3月28日：第56期陸上自衛隊看護学生の教育終了に伴い高等看護学院を廃止[5][6]、官邸医療支援官を新設。
- 2017年（平成29年）4月1日：「感染症の予防及び感染症の患者に対する医療に関する法律」の第一種感染症指定医療機関に指定。

## 組織編成
- 診療科（30科）
- 企画室
- 総務部
- 研究検査部
- 放射線理療部
- 衛生資材部
- 看護部
- 診療放射線技師養成所
- 職業能力開発センター
- 保健管理センター

## 診療科
- 外科・消化器外科
- 心臓血管外科
- 呼吸器外科
- 脳神経外科
- 麻酔科
- 病理診断科
- 泌尿器科
- 耳鼻咽喉科
- 整形外科
- リハビリテーション科
- 小児科
- 皮膚科
- 形成外科
- 眼科
- 内科
- 腎臓内科
- 呼吸器内科
- 消化器内科
- 循環器内科
- 神経内科
- 代謝内科
- 血液内科
- 感染症内科
- リウマチ科
- 産婦人科
- 歯科
- 精神科
- 放射線科
- 救急科

## 病院の機能
- 第一種感染症指定医療機関

## 主要幹部
| 官職名                           | 階級    | 氏名       | 補職発令日     | 前職                                                                   |
| -------------------------------- | ------- | ---------- | -------------- | ---------------------------------------------------------------------- |
| 自衛隊中央病院長                 | 技官    | 鈴木智史   | 2024年04月01日 | 自衛隊札幌病院長（陸将）                                               |
| 副院長 兼 企画室長               | 陸将    | 川口雅久   | 2023年03月30日 | 自衛隊福岡病院長 兼 春日駐屯地司令                                     |
| 副院長 兼 診療放射線技師養成所長 | 海将    | 小川均     | 2024年03月28日 | 海上幕僚監部首席衛生官                                                 |
| 総務部長                         | 事務官  | 齋藤裕     | 2017年08月01日 | 防衛装備庁調達事業部輸入調達官                                         |
| 第1内科部長                      | 1等海佐 | 武智千津子 | 2024年03月31日 | 自衛隊中央病院第1内科                                                  |
| 第2内科部長                      | 1等海佐 | 堀越英之   | 2023年08月01日 | 海上幕僚監部首席衛生官付                                               |
| 第3内科部長                      | 1等空佐 | 中西貴士   | 2024年03月18日 | 自衛隊中央病院リハビリテーション科部長 兼 自衛隊中央病院医療安全評価官 |
| 第1精神科部長                    | 1等陸佐 | 小林伸久   | 2022年08月10日 | 部隊医学実験隊長 兼 自衛隊中央病院第1精神科                            |
| 第2精神科部長                    | 1等陸佐 |            | 00年00月00日   | 第1精神科部長兼務                                                      |
| メンタルリハビリテーション科部長 | 1等陸佐 | 牧範聡     | 2022年08月01日 | 防衛大学校総務部衛生課長                                               |
| 神経科部長                       | 2等陸佐 | 山元浩治   | 2023年03月30日 | 自衛隊福岡病院整形外科部長                                             |
| 小児科科部長                     | 1等陸佐 | 座波清誉   | 2025年08月01日 | 自衛隊中央病院臨床医学教育・研究部 教育訓練課長                        |
| 救急科部長                       | 1等陸佐 | 畑中公輔   | 2023年03月13日 | 中部方面総監部医務官 兼 自衛隊阪神病院                                 |
| 第1外科部長                      | 1等陸佐 | 神藤英二   | 2023年07月24日 | 自衛隊中央病院第4外科部長                                              |
| 第3外科部長                      | 1等陸佐 | 西川誠     | 2022年12月01日 | 臨床医学教育・研究部研究課長 ※2025年1月1日 1等陸佐昇任                 |
| 第4外科部長                      | 2等陸佐 | 吉川英治   | 2023年07月24日 | 自衛隊中央病院第4外科勤務                                              |
| 第5外科部長                      | 1等陸佐 |            | 2022年01月14日 | 第1外科部長兼務                                                        |
| 整形外科部長                     | 1等陸佐 | 大川英徳   | 2023年03月30日 | 自衛隊中央病院リハビリテーション科部長 兼 官邸医療支援官               |
| 皮膚科部長                       | 1等空佐 | 西山潔     | 2024年08月01日 | 自衛隊入間病院教育部長 兼 自衛隊入間病院勤務 兼 自衛隊中央病院勤務     |
| 婦人科部長                       | 1等陸佐 | 加藤雅史   | 2020年08月01日 | 自衛隊中央病院産婦人科勤務                                             |
| 眼科部長                         | 2等空佐 | 林信人     | 2017年04月01日 | 自衛隊中央病院眼科勤務                                                 |
| リハビリテーション科部長         | 1等陸佐 | 永田高志   | 2025年03月24日 | 自衛隊札幌病院救急科部長                                               |
| 放射線科部長                     | 1等陸佐 | 藤川章     | 2018年03月23日 | 東北方面総監部医務官 兼 自衛隊仙台病院                                 |
| 第1歯科部長                      | 陸将補  | 相羽寿史   | 2023年03月30日 | 東部方面衛生隊長                                                       |
| 第2歯科部長                      | 1等陸佐 | 髙橋俊幸   | 2022年03月14日 | 自衛隊札幌病院歯科部長 兼 准看護学院長                                 |
| 第3歯科部長                      | 1等海佐 | 飯塚浩道   | 2020年08月01日 | 自衛隊呉病院副院長 兼 歯科診療部長                                     |
| 麻酔科部長                       | 1等海佐 | 小倉敬浩   | 2022年08月01日 | 自衛隊横須賀病院診療部長 兼 横須賀衛生隊                               |
| 総合診療科部長                   | 1等陸佐 | 向井保雄   | 2024年08月01日 | 自衛隊阪神病院副院長 兼 企画室長                                       |
| 診療技術部長                     | 1等陸佐 | 又木紀和   | 2023年08月29日 | 東部方面総監部医務官 兼 自衛隊中央病院第1内科                          |
| 臨床医学教育・研究部長           | 1等陸佐 |            | 2023年12月22日 | 呼吸器科部長兼務                                                       |
| 衛生資材部長                     | 1等陸佐 | 山本哲生   | 2025年08月01日 | 自衛隊那覇病院長 兼 南那覇駐屯地司令                                   |
| 看護部長                         | 1等陸佐 | 佐藤保子   | 2023年08月01日 | 自衛隊福岡病院看護部長                                                 |
| 職業能力開発センター長           | 事務官  | 野口歩     | 2019年04月01日 | 自衛隊石川地方協力本部副本部長                                         |
| 医療安全評価官                   | 1等空佐 |            | 00年00月00日   | 第3内科部長が兼務                                                      |
| 官邸医療支援官                   | 1等陸佐 | 大川英徳   | 2016年03月28日 | 自衛隊中央病院脳神経外科勤務                                           |

| 代 | 氏名       | 在職期間                        | 出身校・期                  | 前職                                                                   | 備考                                      |
| -- | ---------- | ------------------------------- | --------------------------- | ---------------------------------------------------------------------- | ----------------------------------------- |
| 01 | 小島憲     | 1955年11月01日 - 1970年01月23日 | 東京帝国大学医学部          |                                                                        | 就任時陸将 1961年7月1日より防衛庁技官     |
| 02 | 平福一郎   | 1970年01月23日 - 1977年03月16日 | 東京帝国大学医学部          | 中央病院副院長 兼 企画室長                                             | 元陸将                                    |
| 03 | 高木顕     | 1977年03月16日 - 1980年03月17日 | 東京帝国大学医学部          | 中央病院副院長 兼 企画室長 兼 高等看護学院長                           | 元海将 元宮内庁侍医長                     |
| 04 | 松見富士夫 | 1980年03月17日 - 1983年03月16日 | 東京帝国大学医学部          | 中央病院副院長 兼 企画室長                                             | 元陸将                                    |
| 05 | 森永武志   | 1983年03月16日 - 1987年01月01日 | 東京大学医学部 昭和24年卒   | 横須賀地区病院長                                                       | 元海将                                    |
| 06 | 吉本和夫   | 1987年01月01日 - 1989年04月01日 | 東北大学医学部 昭和26年卒   | 中央病院副院長 兼 企画室長                                             | 元陸将 1997年秋叙勲                       |
| 07 | 加々美光安 | 1989年04月01日 - 1993年03月31日 | 東邦医科大学 昭和29年卒     | 航空医学実験隊司令 →1989年3月31日 退職 1989年4月1日 防衛庁技官採用     | 元空将 1999年秋叙勲                       |
| 08 | 奥森雅直   | 1993年04月01日 - 1998年03月31日 | 東京医科歯科大学 昭和35年卒 | 中央病院副院長 兼 企画室長                                             | 前職より転官（就任時陸将補） 2006年春叙勲 |
| 09 | 白濱龍興   | 1998年04月01日 - 2006年03月31日 | 千葉大学医学部 昭和41年卒   | 中央病院副院長 兼 企画室長                                             | 前職より転官（就任時陸将補） 2012年秋叙勲 |
| 10 | 渡邉千之   | 2006年04月01日 - 2010年03月31日 | 東京大学医学部 昭和46年卒   | 海上幕僚監部首席衛生官 →2004年3月29日 退職 2006年4月1日 防衛庁技官採用 | 元海将補 2015年秋叙勲                     |
| 11 | 小林秀紀   | 2010年04月01日 - 2012年07月26日 | 東京医科歯科大学 昭和51年卒 | 中央病院副院長 兼 企画室長                                             | 元陸将                                    |
| 12 | 加瀬勝一   | 2012年07月26日 - 2014年08月05日 | 防医大1期                   | 自衛隊札幌病院長 兼 豊平駐屯地司令                                     | 元陸将                                    |
| 13 | 瓜生田曜造 | 2014年08月05日 - 2016年04月01日 | 防医大3期                   | 自衛隊中央病院副院長 兼 診療放射線技師養成所長                         | 元海将                                    |
| 14 | 千先康二   | 2016年04月01日 - 2018年08月01日 | 防医大3期                   | 自衛隊札幌病院長                                                       | 元陸将                                    |
| 15 | 上部泰秀   | 2018年08月01日 - 2020年12月21日 | 防医大6期                   | 自衛隊札幌病院長                                                       | 元陸将                                    |
| 16 | 福島功二   | 2020年12月22日 - 2024年03月31日 | 防医大8期                   | 防衛医科大学校幹事                                                     | 元空将 →2024年4月1日 防衛医科大学校長     |
| 17 | 鈴木智史   | 2024年04月01日 -                | 防医大10期                  | 自衛隊札幌病院長                                                       | 元陸将                                    |

## 高等看護学院
高等看護学院（こうとうかんごがくいん）は、看護師たる陸上自衛官（陸上自衛隊看護学生）を養成していた機関である。学生は入学と同時に自衛官としての身分（非任期制隊員たる二等陸士）が与えられ、特別職国家公務員として給与が支給され、3年間の教育を受ける。3年次の2月には看護師国家試験を受験し、卒業と同時に二等陸曹に昇任し全国の自衛隊病院・衛生科職種の部隊で勤務する。制度発足当初は女性のみの募集であったが2002年（平成14年）以降は男女共学となった。自衛隊の養成機関であるため、入学金、授業料等は不要である。
陸上自衛隊看護学生としての採用は平成24年度採用（2013年4月入隊）の第56期生をもって終了し、現在は防衛医科大学校看護学科学生に一本化されている。2016年（平成28年）3月をもって防衛医科大学校高等看護学院および自衛隊中央病院高等看護学院は廃止されたため（なお、自衛隊中央病院高等看護学院は2016年（平成28年）3月28日 に閉校）、以下は課程教育の概要の記述となっていることに留意。
昇任
- 採用時：二等陸士（2士）
- 採用から約1年後：一等陸士（1士）
- 採用から約2年後：陸士長（士長）
- 卒業時：二等陸曹（2曹） ※国家試験不合格者は3曹

二等陸曹昇任後、おおむね3年以上勤務すると幹部候補生の受験資格が得られる。幹部候補生に合格すると陸上自衛隊幹部候補生学校に2ヶ月間入校し、2泊3日の野外訓練を2回行い、30キログラムの装備を背負い20キロメートルの行軍を行う。看護師経験4年目から災害派遣される。看護師経験10年以上で野戦病院訓練を行う。ナースキャップはアメリカ軍に倣い、解くと包帯になる独特の形をしている。
カリキュラム
- 自衛隊関係科目（3年間を通じて実施）
  - 精神教育、服務、基本教練、衛生基礎技術、職技訓練、体育

試験において銃の組み立て分解やヘリコプターからの降下訓練・富士野営訓練等がある。
- 看護科目
  - 1年目：基礎分野（情報科学、論理学、英語、社会学、心理学、教育学）
  - 2年目：専門基礎分野（解剖生理学、栄養学、病理学、臨床医学、微生物学、公衆衛生学、社会衛生学）および専門分野の一部
  - 3年目：専門分野（病院実習を主体）および看護師国家試験受験（2月）

生活
入隊と同時に、全員が営内（入隊後3年間は義務）で、規則正しい集団生活を送る。土、日曜は「比較的」自由な時間を過ごすことができる。
成績によって、上官より土日外出禁止を指示される場合あり。

## その他の施設
- 診療放射線技師養成所

陸海空自衛官の診療放射線技師選抜試験合格者に対し、診療放射線技師として必要な知識・技能を修得させる。修業年限は3年。（3年次に診療放射線技師国家試験を受験）、陸海空自衛隊の衛生科部隊および自衛隊病院、駐屯地、基地等の医務室で勤務する。
- 職業能力開発センター

1956年（昭和31年）9月15日に「職能補導所」として開設。公務又は通勤に際し負傷し、もしくは疾病にかかった自衛隊員のうち更生指導を必要とする者に対し必要な教育を行う機関。プログラム開発科、情報システム科、建築設計科、機械設計科、木工科、一般事務科を有し教育年限は1年。